# Bartlow
Bartlow – wieś w Anglii, w hrabstwie Cambridgeshire, w dystrykcie South Cambridgeshire. Leży 19 km na południowy wschód od miasta Cambridge i 71 km na północny wschód od Londynu. W 2001 miejscowość liczyła 102 mieszkańców.